# Polyartemia forcipata
Polyartemia forcipata är en kräftdjursart som beskrevs av Fischer 1851. Enligt Catalogue of Life ingår Polyartemia forcipata i släktet Polyartemia och familjen Chirocephalidae, men enligt Dyntaxa är tillhörigheten istället släktet Polyartemia och familjen Polyartemidae. Arten är reproducerande i Sverige. Inga underarter finns listade i Catalogue of Life.